# تيم هاميلتون
تيم هاميلتون (بالإنجليزية: Tim Hamilton)‏ هو مصمم أمريكي، ولد في 1971 في آيوا في الولايات المتحدة.

## وصلات خارجية
- الموقع الرسمي